# Ярлуковский сельсовет
Ярлуковский сельсовет — сельское поселение в Грязинском районе Липецкой области Российской Федерации.
Административный центр — село Ярлуково.

## История
Статус и границы сельского поселения установлены Законом Липецкой области от 23 сентября 2004 года № 126-ОЗ «Об установлении границ муниципальных образований Липецкой области»

## Население
| 2010  | 2012  | 2013  | 2014  | 2015  | 2016  | 2017  |
| ----- | ----- | ----- | ----- | ----- | ----- | ----- |
| 1748  | ↗1867 | ↗1998 | ↗2135 | ↗2343 | ↗2406 | ↗2458 |
| 2018  | 2021  |       |       |       |       |       |
| ↘2454 | ↗2631 |       |       |       |       |       |

## Состав сельского поселения
| № | Населённый пункт | Тип населённого пункта       | Население |
| - | ---------------- | ---------------------------- | --------- |
| 1 | Малей            | село                         | ↗157      |
| 2 | Ярлуково         | село, административный центр | ↗1934     |